# Rusalka Planitia
Pour les articles homonymes, voir Roussalka (homonymie).
Rusalka Planitia est une plaine située sur Vénus dans le quadrangle de Rusalka Planitia. Elle a été nommée en référence aux roussalki, sirènes russes.